# Die Hoffnungslosen
Die Hoffnungslosen sind in Miklós Jancsós Spielfilm aus dem Jahr 1966 gefangene ungarische Rebellen in einer Festung der österreichisch-ungarischen Armee. Szegénylegények, so der Originaltitel des ungarischen Films, hieß in der DDR Die Männer in der Todesschanze. Er thematisiert Verfolgung und Unterdrückung und machte den Regisseur weltweit bekannt.

## Handlung
Um 1869 in der Puszta. Eine Gruppe von gefangenen Rebellen wird in einer Festung eingesperrt. Einer von ihnen wird in einen dunklen, engen Raum beordert. Nachdem sich verschiedene Türen und Tore geschlossen und geöffnet haben und er mehrmals den Raum zu wechseln hat, erklärt ihm ein Beamter, er sei frei und weist ihm den Weg in die weite Ebene hinaus. Er spaziert in die Ebene hinaus, bis man auf ihn schießt. Ein Inspektor verhört János Gajdor, weil zwei Bauern umgebracht worden sind. Er sperrt ihn ein, bis Gajdor die Tat und weitere Morde gesteht. Der Inspektor erklärt Gajdor, wenn er unter den Rebellen einen finde, der noch mehr Menschen getötet hat, erhalte er die Freiheit.
Einer der Rebellen hat sechs Leute umgebracht, aber weil er nur drei davon mit Namen nennen kann, ist Gajdor gezwungen, weiter zu suchen. Er zeigt Veszelka an, den die Inspektoren dazu zwingen zuzuschauen, wie eine Frau Spießrutenlaufen muss und dabei umkommt. Veszelka und weitere Männer bringen sich um. Gajdor sucht weiter, macht sich damit aber verhasst und wird tot in seiner Zelle aufgefunden. Ein Offizier verdächtigt und verhört daraufhin Kabai und seinen Sohn, ohne etwas herauszubekommen, und kommt auch bei einem Mann namens Torma nicht weiter. Diese drei Männer müssen warten, während die Offiziere unter den Gefangenen für die Truppe rekrutieren. Schließlich erscheint ein Offizier, der Torma fragt, ob er einmal in einer Armee gedient habe. Torma und Kabai können auf Pferden ihre Reitkunst demonstrieren. Man betraut Torma mit der Aufgabe, mit ausgewählten rekrutierten Soldaten eine Einheit zu bilden, die aus ehemaligen Mitgliedern der Rebellenarmee besteht. Ein Bote erklärt, der einstige Führer der Rebellen sei begnadigt worden, das gelte aber nicht für die Soldaten, die unter ihm gekämpft haben. Die ganze Einheit wird gefangen genommen.

## Kritik
Der film-dienst sah Jancsós humanistische Gesinnung in allen Teilen des Films, der durch seine eindringliche Bildsprache besteche. Die Stilisierung hebe das Werk „von der Ebene des historischen Kostümfilms weg ins Typische“. In der Filmkritik kommentierte Peter W. Jansen: Der Film läuft nicht lärmend Sturm gegen Terror, Unterdrückung und Brutalität, er appelliert nicht an schnelle Empörung, an die Emotion des Guten. Er hat eine skeptischere Meinung von den Guten, und nur so kann er die größte Erniedrigung des Menschen registrieren: die Korruption der Opfer.